# Förnuftets banemän
Förnuftets banemän (tyska originalets titel: Die Zerstörung der Vernunft) är en bok av den tysk-ungerske filosofen och politikern Georg Lukács, publicerad 1954. Boken är en uppgörelse med den tyska irrationalismen.
Lukács utgår från Hegels begrepp "universellt förnuft" och tolkar den tyska borgerliga filosofin som ett reaktionärt och irrationellt svar på fenomenet klasskamp. Lukács hävdar att detta tänkande via Schelling, Schopenhauer, Kierkegaard och Nietzsche så småningom mynnar ut i fascismens idéer. Lukács menar att de irrationalistiska strömningarna inom tysk filosofi från romantikens epok och framåt förberedde marken för nazismens världsåskådning.